# Anillo de sinónimos
Un anillo de sinónimos es un conjunto de palabras o frases que se consideran equivalentes para representar un concepto o tema. Su principal finalidad es la recuperación de información.
Las expresiones incluidas en uno de estos anillos puede que no sean sinónimos en el lenguaje natural, pero se consideran como tales para la búsqueda de información (cuasisinónimos). La equivalencia puede extenderse además a los descriptores de diferentes vocabularios controlados para facilitar la interoperabilidad semántica. Se puede utilizar para ello la classEquivalence de OWL(Ontology Web Language) o las etiquetas equivalentes de SKOS (Simple Knowledge Organization System).